# En avant Dada
 (octobre 2019).
- Si vous ne connaissez pas le sujet, laissez ce bandeau (vous pouvez alors contacter les auteurs).
- Si vous supprimez le contenu mis en cause (vous pouvez préalablement contacter les auteurs),

argumentez précisément cette suppression dans la page de discussion
(un manque de référence n'est pas un argument ; une recherche réelle de référence doit avoir été effectuée, être formellement documentée).
En Avant Dada, l'histoire du dadaisme est un ouvrage de Richard Huelsenbeck, écrit en 1920.
L'ouvrage est publié aux éditions Paul Steegemann, en 1920, sous le titre En Avant Dada: Eine Geschichte des Dadaismus ; il est traduit en français et publié aux éditions Allia en 1983 et aux éditions Les Presses du réel en 2000. 

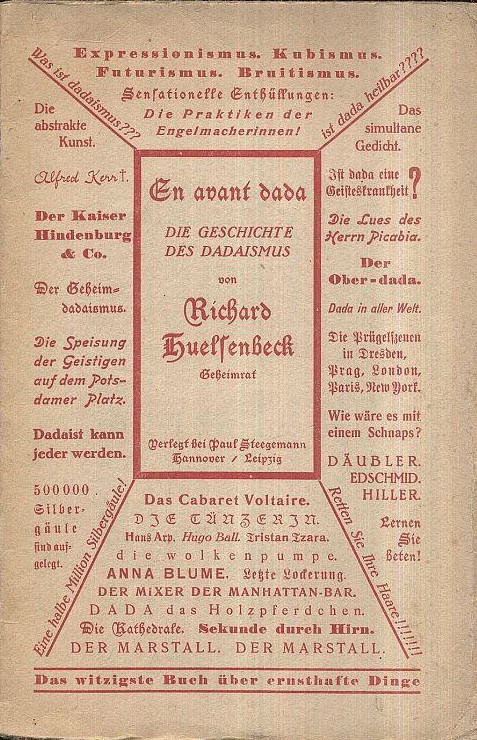
Couverture de l'édition originale de 1920

En avant dada, l'histoire du dadaïsme est un essai qui raconte et explique le mouvement dada et traite de la problématique Temps-Espace-Matériaux, trois éléments distincts du mouvement dada :
- Le bruitisme : c'est l'élément qui ne peut pas se prévoir, il renvoie à tout ce qui est spontané, il est la négation du projet ou du calcul. Il n'est pas domptable, il est donc de l'ordre de la négation du pouvoir. Le bruit est un phénomène sonore non souhaité. Par exemple le bruit de la nature, de la vie, de la vibration (les dadaïstes étaient des bruitistes, ils sont pour le bruitisme).
- La simultanéité : c'est l'élément qui transforme foncièrement la perception du temps. Elle transforme les problèmes auditifs en problèmes visuels. Par exemple A-B-C-D est une simultanéité auditive (entendre est ce qui s'inscrit dans le temps) et A=B=C=D définit la simultanéité visuelle, par exemple un coup d'œil, l'impression globale d'un lieu (voir est ce qui s'inscrit dans l'espace).
- Les nouveaux matériaux : utilisation des nouvelles technologies.

Les trois éléments énumérés sont fondamentalement liés à la notion du hasard, idée centrale du mouvement dada.

## Versions françaises
- En avant Dada (trad. Sabine Wolf, épuisé), Paris, Allia, 1983.
- En avant Dada : l'histoire du dadaïsme (épuisé), Dijon, Les presses du Réel, 2000, 80 p. (ISBN 978-2-84066-045-3).